# Thomas Kraft
Thomas Kraft (født 22. juli 1988 i Kirchen, Vesttyskland) er en tysk fodboldspiller, der spiller som målmand hos Bundesliga-klubben Hertha BSC. Han vandt i 2010 det tyske mesterskab såvel som DFB-Pokalen med Bayern München. Fra forårssæsonen 2011 blev han af træner Louis van Gaal udnævnt til holdets nye førstemålmand.
I sommeren 2011 skiftede Thomas Kraft til Herta BSC på en fri transfer efter at have tabt sin post som førstemålmand hos Bayern til Hans Jörg Butt, da træner Louis van Gaal blev fyret med en håndfuld kampe tilbage i 2010-2011 sæsonen. Og da rygterne på det tidspunkt også svirrede om at daværende Schalke 04-målmand, Manuel Neuer, var på vej til klubben, var det en naturlig reaktion fra Kraft at søge væk, nu da spilletid på førsteholdet virkede næsten umuligt.

## Landshold
Kraft har (pr. januar 2011) endnu ikke optrådt for Tysklands A-landshold, men spillede som ungdomsspiller en kamp for både landets U-16 og U-17 hold.

## Titler
Bundesligaen
- 2010 med Bayern München

DFB-Pokal
- 2010 med Bayern München